# جيم مكمان
جيم مكمان (بالإنجليزية: Jim McMahon)‏ هو سياسي بريطاني، ولد في 7 يوليو 1980 في المملكة المتحدة. حزبياً، نشط في حزب العمال. في 2015 Oldham West and Royton by-election ‏، انتخب عضو برلمان المملكة المتحدة الـ56 عن دائرة أولدهام الغربية ورويتون وقد انضم خلال فترته النيابية ‏ (4 ديسمبر 2015 – 3 مايو 2017) للكتلة البرلمانية حزب العمال وفي الانتخابات التشريعية البريطانية 2017، انتخب عضو برلمان المملكة المتحدة الـ57 عن دائرة أولدهام الغربية ورويتون وقد انضم خلال فترته النيابية ‏ (8 يونيو 2017 – ) للكتلة البرلمانية Labour and Co-operative Party ‏ وانتخب عضو المجلس المحلي ‏.